# Abraham van Eijck
Abraham van Eijck, född 20 januari 1620, död 30 juli 1677 i Göteborg, var en svensk affärs- och industriman. Han var son till Gilis van Eijck.
Abraham van Eijcks far befann sig 1620 i Sverige men det är oklart om Abraham föddes här. Om hans ungdomsår inget känt, men han hade god kännedom om handeln i Holland, Frankrike, England och Portugal, så troligen hade han gått i lära utomlands. Sina brev författade han lika ofta på holländska som på tyska eller svenska. Troligen var han reformert och hans hus fungerade åtminstone efter hans död, när hans änka bodde kvar där, som en samlingsplats för de reformerta i Stockholm. Från 1644 verkade han som handlare i Stockholm, och senare anges han som sockerbagare i staden. 1647 grundade han ett sockerraffinaderi på Södermalm. 1651 fick han tillsammans med Jöran Gerner privilegium på att upprätta en stenkolseldad fyrbåk på Landsort som därigenom kom att bli en av de första fyrarna i Sverige. 1662 blev han tillsammans med Johan Fredrik von Friesendorff direktör för Generalfaktorikontoret och 1665 extraordinarie kommissarie i Kommerskollegium. Det stora handelskontoret vid Slussen grundlades 1664, troligen efter dåvarande stadsarkitekten N. Tessins ritningar. Som bekant övergick bygget i Stockholms stads händer och blev istället Södra stadshuset. 1667 blev van Eijck kommersepresident i Göteborg. Han var även ledamot av myntkommissionerna 1663 och 1666 samt ledamot av borgarståndet vid riksdagen 1668. van Eijck adlades 1672 med namnet von Eich men fortsatte att använda sitt gamla namn livet ut. Som adelsman bevistade han riksdagen 1676. 
Hans palatslika stenhus i Stockholm i kv Saturnus nr 5 grundlades omkring 1665 och låg nära granne med Generalfaktorikontoret. Byggherren anmodade troligen sin arkitekt att efterbilda Bondeska palatsets huvudfasad med kolossalpilastrar med lagerfestonger emellan samt att planlägga byggnaden med flyglar utmed en främre och bakre gård likt de franska stadspalatsen. Byggnaden med två torn och stor utsiktsaltan avbildas på avstånd i två gravyrer i Sueciaverket. Tyvärr byggdes bara något mer än halva byggnaden ut på stormaktstiden eftersom familjen flyttade till Göteborg efter 1667. Först 1793 byggdes dess västra flygel enligt bygglovsritningarna i Stadsarkivet.

## Fotnoter
1. ↑  “Sockersjudning och raffinaderi är en äldre inrättning i Stockholm. Belam Bessenberg och van Eik woro de första, som derå erhöllo privilegier 1647.” (Ur Stockholms Stads Historia från stadens anläggning till närwarande tid, utgiven av Nils Lundequist på Zacharias Hæggströms förlag)